# Olympiodore de Thèbes
Pour les articles homonymes, voir Olympiodore.
Olympiodore de Thèbes est un historien grec du Ve siècle, né vers 380 à Thèbes en Égypte, qui prit part à une ambassade envoyée en 412 par Honorius à Attila, selon Photios dans sa Bibliothèque. Toujours d'après Photios, il aurait également été alchimiste mais on peut distinguer Olympiodore de Thèbes et Olympiodore l'Alchimiste

## Œuvre
- Il a écrit une Histoire de l'Empire romain de 407 à 425[3] en 22 livres, continuant l'œuvre d'Eunape. Cette histoire est perdue ; un résumé en est donné par Photios[4]. Selon Moïse de Khorène, dans son Histoire de l'Arménie, Olympiodore s’exprima ainsi :

« Je vous rapporterai les discours non écrits, parvenus par la tradition, discours que répètent encore aujourd’hui beaucoup de paysans. Il existe un livre relatif à Xisuthre et à ses enfants, livre qu’on ne voit plus nulle part, où l’ordre des faits se trouve ainsi fixé : « Après la navigation de Xisuthre en Arménie et son débarquement sur la terre ferme, un de ses fils, appelé Sim, s’en va, est-il dit, au nord-ouest pour reconnaître la contrée. Arrivé au pied d’une montagne à la large base qui forme une plaine arrosée par des fleuves qui se rendent en Assyrie, il s’arrête sur les rives de ce fleuve [l’espace de] deux heures, et appelle la montagne de son nom, Sim ; puis il retourne au sud-est, d’où il était parti. Un de ses plus jeunes fils, nommé Darpan, avec ses trente fils, ses quinze filles et leurs époux, s’étant séparé de son père, retourne s’établir sur les rives du fleuve. Sim, du nom de son fils, appelle cet endroit Daron, et le lieu où il a habité lui-même Tzéronk (dispersion), car ce fut là que pour la première fois ses enfants se séparèrent de lui. Ayant gagné les confins du pays des Bactriens, il y séjourna, dit-on, quelques jours ; mais un de ses fils s’y fixa, car les contrées de l’Orient appellent Sim, Zerouant, et son pays Zarouant, jusqu’à présent. Cependant souvent, très souvent, les anciens descendants d’Aram redisent ces traditions populaires au son du pampirn dans leurs ballades et leurs danses. »

## Œuvres

### Fragments
- Texte grec avec trad. an. in R.C. Blockley, The fragmentary classicising historians of the later Roman empire. Eunapius, Olympiodorus, Priscus and Malchus, 2 vols., Liverpool: Francis Cairns, 1981.
- Photios, Bibliothèque (IXe s.), codex 80 et 214 ; trad. du grec, Les Belles Lettres.